# Loray
Loray és un municipi francès situat al departament del Doubs i a la regió de Borgonya - Franc Comtat. L'any 2007 tenia 450 habitants.

## Demografia

### Població
El 2007 la població de fet de Loray era de 450 persones. Hi havia 183 famílies de les quals 56 eren unipersonals (22 homes vivint sols i 34 dones vivint soles), 56 parelles sense fills, 64 parelles amb fills i 7 famílies monoparentals amb fills.
La població ha evolucionat segons el següent gràfic:
Habitants censats

### Habitatges
El 2007 hi havia 217 habitatges, 186 eren l'habitatge principal de la família, 16 eren segones residències i 16 estaven desocupats. 183 eren cases i 35 eren apartaments. Dels 186 habitatges principals, 126 estaven ocupats pels seus propietaris, 58 estaven llogats i ocupats pels llogaters i 2 estaven cedits a títol gratuït; 2 tenien una cambra, 14 en tenien dues, 33 en tenien tres, 37 en tenien quatre i 100 en tenien cinc o més. 152 habitatges disposaven pel capbaix d'una plaça de pàrquing. A 85 habitatges hi havia un automòbil i a 79 n'hi havia dos o més.

### Piràmide de població
La piràmide de població per edats i sexe el 2009 era:
| Homes | Edats   | Dones |
| ----- | ------- | ----- |
| 0     | 95 o +  | 0     |
| 0     | 90 a 94 | 0     |
| 4     | 85 a 89 | 4     |
| 12    | 80 a 84 | 8     |
| 4     | 75 a 79 | 8     |
| 8     | 70 a 74 | 12    |
| 4     | 65 a 69 | 16    |
| 4     | 60 a 64 | 8     |
| 16    | 55 a 59 | 4     |
| 20    | 50 a 54 | 16    |
| 4     | 45 a 49 | 0     |
| 16    | 40 a 44 | 12    |
| 8     | 35 a 39 | 8     |
| 16    | 30 a 34 | 16    |
| 12    | 25 a 29 | 16    |
| 4     | 20 a 24 | 16    |
| 12    | 15 a 19 | 24    |
| 20    | 10 a 14 | 12    |
| 16    | 5 a 9   | 20    |
| 12    | 0 a 4   | 4     |

## Economia
El 2007 la població en edat de treballar era de 263 persones, 213 eren actives i 50 eren inactives. De les 213 persones actives 197 estaven ocupades (108 homes i 89 dones) i 16 estaven aturades (7 homes i 9 dones). De les 50 persones inactives 16 estaven jubilades, 13 estaven estudiant i 21 estaven classificades com a «altres inactius».

### Ingressos
El 2009 a Loray hi havia 189 unitats fiscals que integraven 477,5 persones, la mediana anual d'ingressos fiscals per persona era de 18.082 €.

### Activitats econòmiques
Dels 20 establiments que hi havia el 2007, 1 era d'una empresa alimentària, 2 d'empreses de fabricació d'altres productes industrials, 4 d'empreses de construcció, 6 d'empreses de comerç i reparació d'automòbils, 1 d'una empresa d'hostatgeria i restauració, 1 d'una empresa financera, 4 d'empreses de serveis i 1 d'una empresa classificada com a «altres activitats de serveis».
Dels 6 establiments de servei als particulars que hi havia el 2009, 2 eren tallers de reparació d'automòbils i de material agrícola, 3 fusteries i 1 lampisteria.
Dels 2 establiments comercials que hi havia el 2009, 1 era una botiga d'equipament de la llar i 1 una joieria.
L'any 2000 a Loray hi havia 17 explotacions agrícoles que ocupaven un total de 550 hectàrees.

## Equipaments sanitaris i escolars
El 2009 hi havia una escola elemental integrada dins d'un grup escolar amb les comunes properes formant una escola dispersa.

## Poblacions més properes
El següent diagrama mostra les poblacions més properes.